# Свећица
Свећица је мали електрични уређај, који струју високог напона, произведену у систему за паљење, претвара у електричну варницу и на тај начин врши паљење смеше горива и ваздуха.

## Историја
За проналазак свећице заслужан је белгијски инжењер Етјен Леноар, искористивши је за свој бензински мотор из 1860. године, као први комерцијално успешни клипни мотор с унутрашњим сагоревањем. Први патенти за свећицу иду на рачун Николе Тесле (U.S. Patent 609.250 за систем синхронизованог паљења из 1898), Фредерика Ричарда Симса (GB 24859/1898 из 1898) и Роберта Боша (GB 26907/1898 из 1898).
Међутим, једино је проналазак првог комерцијално одрживог решења високонапонске свећице, који је био део система паљења базираног на индуктору, инжењера из компаније Бош, Готлоба Хонолда 1902. године, омогућио развој мотора са системом паљења уз помоћ свећица. За унапређења која су касније уследила, заслужни су Алберт Чемпион, браћа Лоџ, Кенелм Ли Гинис, док је Хелен Блер Бартлет одиграла виталну улогу у креирању изолатора 1930. године.

## Примена
Задатак свећице је да код ото мотора енергију паљења спроведе до простора за сагоревање и помоћу електричне варнице иницира паљење радне смеше под великим притиском. Подешена је да заједно са осталим компонентама обезбеди сигуран хладан старт мотора, сигуран и неометан рад мотора током читавог века трајања и да током дужег рада на подручју високих обртаја не дође до прегревања.
Свећица се користи код свих ото мотора, без обзира да ли се ради о двотактним или четворотактним моторима, на путничким или теретним возилима. Користи се и на мотоциклима, чамцима, бродовима, пољопривредним и грађевинским машинама, алатима на моторни погон и друго. Највише се уграђују у путничка возила, чији мотори имају више цилиндара. Мање се користе код теретних возила јер се за теретна возила углавном користе дизел мотори. Дизел мотори раде помоћу система самопаљења, односно убризгано гориво се пали када смеша ваздуха и горива достигне температуру самопаљења.

## Конструкција свећице
Свећица се састоји од шкољке, изолатора и централног проводника. Пролази кроз зид коморе за сагоревање, што значи да је уједно и заптива, што је неопходно због високог притиска и високих температура. Такође, важно је да не дође до пропадања током дугих временских периода и продужене експлоатације.
Делови свећице су:
- метално кућиште/шкољка свећице
- терминал/конектор кабла
- изолатор
- врх изолатора
- ребра
- заптивци
- централна електрода
- бочна електрода
- зазор свећица